# Araneus cavaticus
Araneus cavaticus is een spinnensoort in de taxonomische indeling van de wielwebspinnen (Araneidae).
Het dier behoort tot het geslacht Araneus. De wetenschappelijke naam van de soort werd voor het eerst geldig gepubliceerd in 1881 door Eugen von Keyserling.

## Kenmerken
Mannelijke zijn ongeveer 13mm, waarbij het vrouwtje rond de 17mm zijn. Kenmerkende eigenschappen van de spin zijn de haren op het lijf en poten. Deze zijn vaak grijzig, gebogen en onregelmatig verspreid. De Araneus Cavaticus komt voor in het oosten van Noord Amerika.

## Media
De spinnensoort komt ook voor in het welbekende boek Charlotte's web door E.B. White. De volledige naam van de titulaire Charlotte is Charlotte A. Cavatica. Dit is dan ook een verwijzing naar de wetenschappelijke naam Araneus cavaticus.